# Tawang Chu
Tawang Chu är ett vattendrag i Bhutan. Det ligger i den östra delen av landet, 200 kilometer öster om huvudstaden Thimphu.
I omgivningarna runt Tawang Chu växer i huvudsak blandskog. Runt Tawang Chu är det ganska glesbefolkat, med 45 invånare per kvadratkilometer.